# Ferrari Dino 196 SP

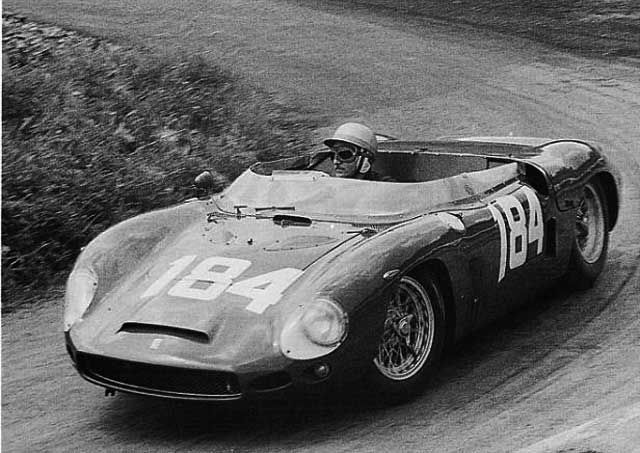
Der 196 SP mit der Chassis-Nr. s/n 0790 bei der Targa Florio 1963, Gefahren von Edoardo Lualdi-Gabardi. Deutlich sichtbar der einzelne Lufteinlass auf der Fronthaube, der für die Fahrzeuge der SP-Serie nach 1963 charakteristisch ist

Der Ferrari Dino 196 SP (oft auch nur Ferrari 196 SP) war ein Sportwagen-Prototyp der Scuderia Ferrari. Er wurde 1962 gebaut und eingesetzt und war eine Variante des ursprünglichen 246-SP-Modells mit einem kleineren 2,0-Liter-SOHC-V6-Tipo-190-Motor. Allerdings wurde der Winkel zwischen den Zylinderbänke von 65° auf 60° verringert.
Das Fünfganggetriebe, Fahrwerk, Bremsen und die Aufhängung blieben gegenüber dem 246 SP unverändert. Der 196 SP wurde am 24. Februar 1962 auf einer von Ferrari einberufenen Pressekonferenz zusammen mit den Modellen 248 SP, dem 268 SP, dem 250 GTO und der neuesten Version des Formel-1-Monopostos Ferrari 156 vorgestellt.

## Hintergründe und Geschichte der SP-Serie

### Ausgangs-Situation
Der große Erfolg der Mittelmotor-Rennwagen des Cooper-Teams in der Formel 1 löste eine der größten und schnellsten Revolutionen im Motorsport aus. Innerhalb kürzester Zeit waren Fahrzeuge mit Frontmotor nicht mehr konkurrenzfähig. Enzo Ferrari hatte sich dieser Entwicklung zunächst widersetzt (Zitat: „Die Pferde ziehen den Wagen, sie schieben ihn nicht …“), übernahm aber dann doch diese Auslegung und baute mit dem Ferrari 246 SP einen völlig neuen Rennwagen mit dem Motor zwischen Fahrer und Hinterachse. Ferrari, der eigentlich V12-Motoren mit großem Hubraum bevorzugte, entschied sich bei diesem Projekt für  den kompakteren V6, weil er weniger Platz beansprucht und für den Einbau hinter dem Fahrer besser geeignet ist.

### Verschiedene Typen
Die so genannte SP-Serie bestand aus den Typen 196 SP, 246 SP, 248 SP und 268 SP. Äußerlich sahen die Fahrzeuge (in der ersten Version) identisch aus, und waren nur durch die auf die Windschutzscheibe aufgemalte Typenbezeichnung zu unterscheiden.
Durch Verhandlungen mit der FIA konnte ab 1962 eine niedrigere Windschutzscheibe durchgesetzt werden. Das ermöglichte es, auch die Heckpartie der SP's insgesamt niedriger zu gestalten. Der zusätzliche Lufteinlass auf der Fronthaube war „legalisiert“, und mit einem Luftleitblech versehen worden. Lediglich die Sonderbestimmungen für Le Mans sahen weiterhin einen hohen Windschutz vor, weshalb der dort antretende 268 SP mit einer hohen Scheibe und einem richtigen Scheibenwischer erschien. Dadurch war der Einbau eines Glaseinsatzes in den Plexiglas-Windschutz notwendig geworden. Um das gestörte aerodynamische Gleichgewicht wieder herzustellen, war ein Luftleit-Überrollbügel entwickelt worden.
All diese, in den frühen 1960er Jahren herstellten „Sport-Prototypen“, verfügten über ein Heck-Mittelmotor-Layout, was eine Premiere für einen Ferrari-Sportwagen darstellte. Zu den wichtigsten Erfolgen zählen die Hill Climb-Europameisterschaft 1962, zwei Gesamtsiege bei der Targa Florio in den Jahren 1961 und 1962, sowie der Klassensieg „GT-Wagen Division III“ bei der Sportwagen-Weltmeisterschaft 1962.
Zunächst verwendete die SP-Serie von Vittorio Jano entworfene V6-Dino-Motoren in den Formen SOHC 60° und DOHC 65°. Später stellte Ferrari einen neuen SOHC 90° V8-Motor vor, der von Carlo Chiti entworfen wurde.
Insgesamt wurden nur sechs Fahrgestelle mit verschiedenen Motorkonfigurationen hergestellt. Oft wurden sie modifiziert und in eine andere Spezifikation umgewandelt. Das zugrundeliegende Stahlrohr-Chassis mit der Bezeichnung Tipo 561 war mit einer unabhängigen Einzelradaufhängung und Scheibenbremsen ausgestattet. Alle hatten den gleichen Radstand und den gleichen offenen Karosseriestil (Barchetta oder auch Spider genannt).
Die Erfahrungen, die in der SP-Serie mit dem Einsatz des Mittelmotors gemacht wurden, flossen dann ab 1963 in die, von V12-Motoren angetriebenen Ferrari der P-Serie (zum Beispiel 250 P, 330 P oder 330 P4) ein. 1965, stellte Ferrari seinen ersten Dino-Prototype mit Mittelmotor vor, den 166 P, der von einem V6-Motor angetrieben wurde. Der Chiti V8-Motor (der im 248 SP und 268 SP) eingesetzt war, wurde nicht mehr weiterentwickelt.

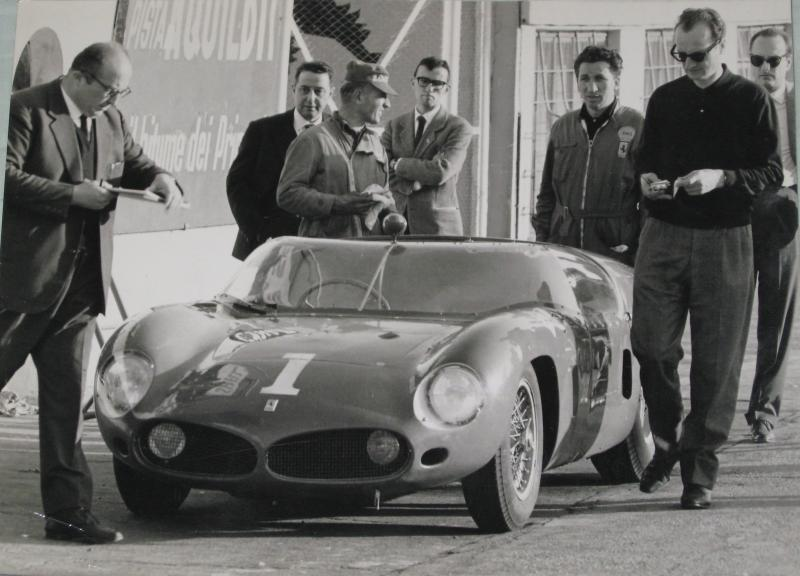
Hier ein 246 SP der „ersten Generation“ (ca. März 1961), mit hoher Windschutzscheibe und nur den beiden „Nüstern“.
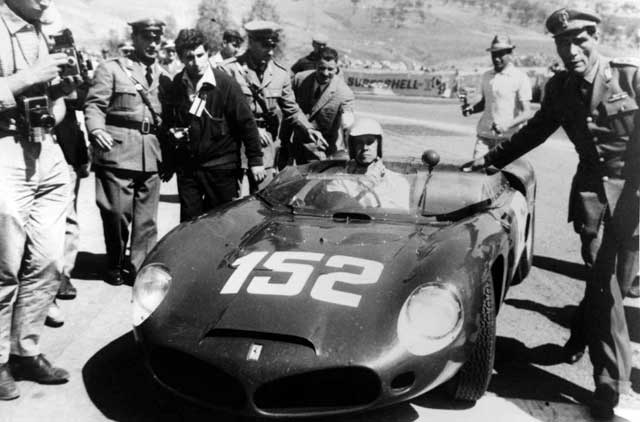
Zum Vergleich ein 246 SP von 1962: niedriger Windschutz und zusätzlichem Lufteinlass auf der Fronthaube.
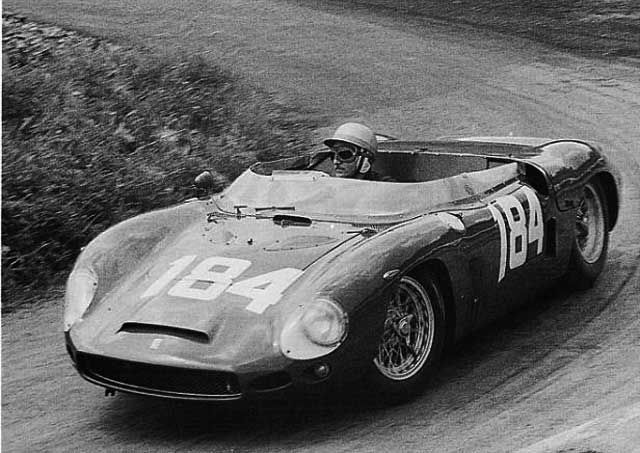
196 SP mit dem deutlich sichtbaren einzelnen Lufteinlass an der Front, der für die Fahrzeuge der SP-Serie nach 1963 charakteristisch ist.

### Zusammenfassung
Mit Ausnahme der Berlinetta 250 GT mit Frontmotor, die jetzt alleine für die sportliche Laufbahn der „Testa Rossa“ Zwölfzylinder-Serie verantwortlich war, hatte sich Ferrari mit der SP-Serie sehr deutlich entschlossen, in die Mittelmotor-Ära einzutreten. Da die Firma – wie übrigens zwei Jahre zuvor bei den Scheibenbremsen – nicht unbedingt zu den „technischen Vorreitern“ zählte, war dieser Schritt durchaus bemerkenswert.

## Geschichte
Als der Ferrari 196 SP im Jahr 1962 präsentiert wurde, existierte nur ein einziges „echtes“ Chassis ( Nr. s/n 0804). Bis 1963 wurden drei weitere Fahrgestelle (0790, 0802 und 0806) die vorher in verschiedenen SP-Versionen eingesetzt waren, auf die 196-SP-Spezifikationen umgerüstet, sodass letztlich vier Wagen dieses Typs existierten.
Im August 2019 wurde der von Fantuzzi karossierte 196 SP mit der Chassis-Nr. s/n 0806 bei Sotheby’s für einen Preis zwischen $8,000,000 - $10,000,000 zur Versteigerung aufgerufen.

## Name und Typen-Bezeichnung
Die Bezeichnung „Dino“ geht auf Enzo Ferraris 1956 früh verstorbenen Sohn Alfredo zurück und stellt eine Kurzversion des Kosenamens Alfredino dar. Der von ihm konzipierte V6-Motor wurde in den späten 1950er-Jahren in Rennwagen der Formel 1 und der Formel 2 und ab den späten 1960er-Jahren in Seriensportwagen eingesetzt. Die Typenbezeichnung „196“ folgt der damaligen Nomenklatur von Ferrari: die ersten beiden Zahlen beziehen sich auf den gerundeten Gesamt-Hubraum, die letzte Ziffer gibt die Zylinderzahl an. Die Suffix „SP“ steht für die Renn-Klasse „Sport-Prototype“, wahlweise auch „Super Production“. Werksintern wurden diese Fahrzeuge als „PROVA“ etikettiert.

## Rennhistorie
Obwohl der 196 SP als Epigone des 246 SP oft nicht als eigenständiger Rennwagen bezeichnet wird, hat er in verschiedenen Rennklassen (für die er ja als Umbau konzipiert wurde) durchaus Erfolge erzielt:
Der Wagen mit der Chassis-Nr. s/n 0804 war der einzige „originale“ Ferrari 196 SP. 1962 wurde er bei der Targa Florio angemeldet. Lorenzo Bandini und Giancarlo Baghetti belegten den zweiten Platz und gewannen die 2000-cm³-Klasse. Später im Mai 1962 bestritt dasselbe Duo das 1000-km-Rennen auf dem Nürburgring, konnte das Rennen jedoch wegen technischem Defekt nicht beenden.
Ferrari entschied sich 1962 mit einem 196 SP an der Europa-Bergmeisterschaft („European Hill Climb Championship“) teilzunehmen. Der Wagen mit der Chassis-Nr. s/n 0804 wurde zusammen mit Fahrer Ludovico Scarfiotti an die Scuderia Sant’Ambroeus ausgeliehen. Da die Scuderia Sant’Ambroeus vom Ferrari-Sportdirektor Eugenio Dragoni geleitet wurde und das Fabrikpersonal für die Rennunterstützung eingesetzt wurde, war dies ein Scuderia Ferrari-Eintrag mit Ausnahme des Namens. Scarfiotti gewann fünf der sechs Bergrennen, an denen das Team zwischen Juni und August teilnahm. Mit diesen Ergebnissen gewann die Scuderia Sant’Ambroeus (und damit Ferrari) 1962 den Titel in der Hill Climb-Europameisterschaft.
Im November 1962 wurde der Wagen mit der Chassis-Nr. s/n 0804 an NART verkauft und von dort anschließend an einen Rennfahrer namens Buck Fulp weiterverkauft. Fulp fuhr das Auto bei mehreren Veranstaltungen während der „Bahamas Speed Week“ im Dezember 1962. Er siegte bei der „5 Lap Governor’s Trophy“ und belegte den vierten Platz (Zweiter in der Klasse) bei der „17 Lap Governor’s Trophy“. Er konnte das Hauptrennen der „Nassau Trophy“' nicht beenden, wurde aber in den Rennergebnissen als 34. in der Gesamtwertung eingestuft.
Der Wagen mit der Chassis-Nr. s/n 0802 war ursprünglich als 286 SP und 268 SP aufgebaut worden und wurde 1962 nach einem Unfall zu einem 196 SP umgebaut. 1963 wurde das Auto von der Scuderia Ferrari bei der Targa Florio eingesetzt, gefahren von Lorenzo Bandini, Ludovico Scarfiotti und Willy Mairesse. Sie belegten den zweiten Platz und erzielten auch den Klassensieg.
Der Wagen mit der Chassis-Nr. s/n 0806 war ursprünglich ein 268 SP mit einem V8-Motor. 1963 wurde das Auto von Doug Thiem in den USA in verschiedenen Rennen der USRRC-Serie gefahren. Bei der Bahamas Speed Week 1963 fuhr Bob Grossman den 196 SP zu einem Klassensieg in der Kategorie Sport 2.0 in der „25 Lap Governor’s Trophy“ und wurde insgesamt Siebter. Später während der gleichen Veranstaltung belegte er bei der „Nassau Trophy“ den 15. Rang und den zweiten Platz in seiner Klasse. 1964 startete ein Fahrer namens Tibor von Imrey mit dem Wagen in der SCCA-Serie (Sports Car Club of America).
Der letzte der 196-SP-Rennwagen wurde 1963 von einem 246 SP mit der Seriennummer s/n 0790 umgebaut. Er war auch der letzte der SP-Serie. Edoardo Lualdi-Gabardi und Ugo Bini bestritten die Targa Florio des gleichen Jahres ohne Erfolg. Lualdi-Gabardi fuhr für die Scuderia Sant’Ambroeus und gewann sechs von zwölf Bergrennen, an denen er 1963 teilnahm. Beim „Trento-Bondone Hill Climb“ erzielte er Platz sechs. 1964 fuhr Leandro Terra den Wagen mit der Chassis-Nr. s/n 0790 und gewann das „Vermicino Rocca di Papa“-Bergrennen. Danach startete er mit Cesare Toppetti bei der Targa Florio, konnte das Rennen aber nicht zu Ende fahren. Das letzte Rennen dieses 196 SP war der GP Campagnano auf dem Autodromo Vallelunga, wo ein vierter Platz erzielt wurde.

## Galerie

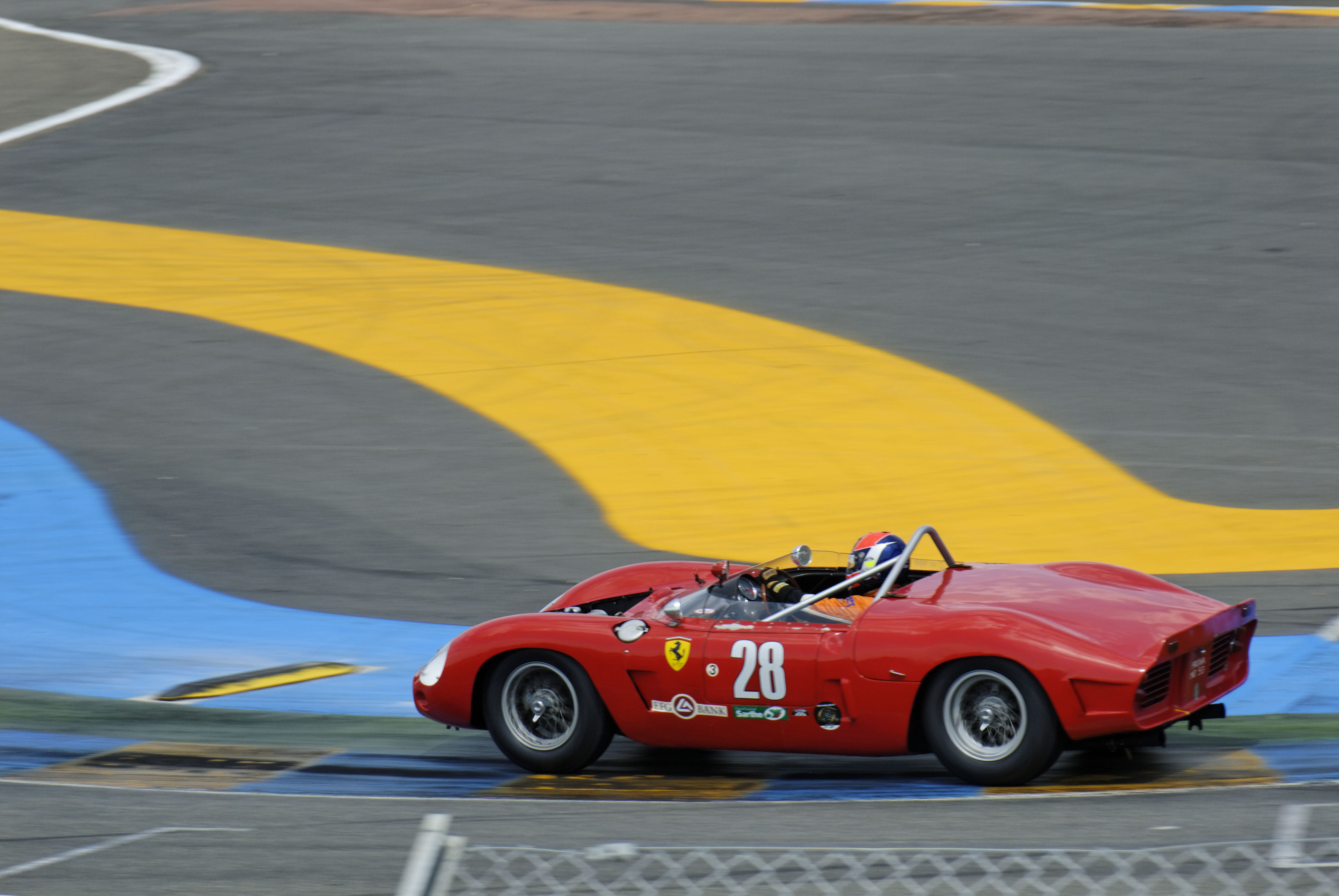
Wagen mit dem Chassis s/n 0790, das auch im 246 SP zum Einsatz kam
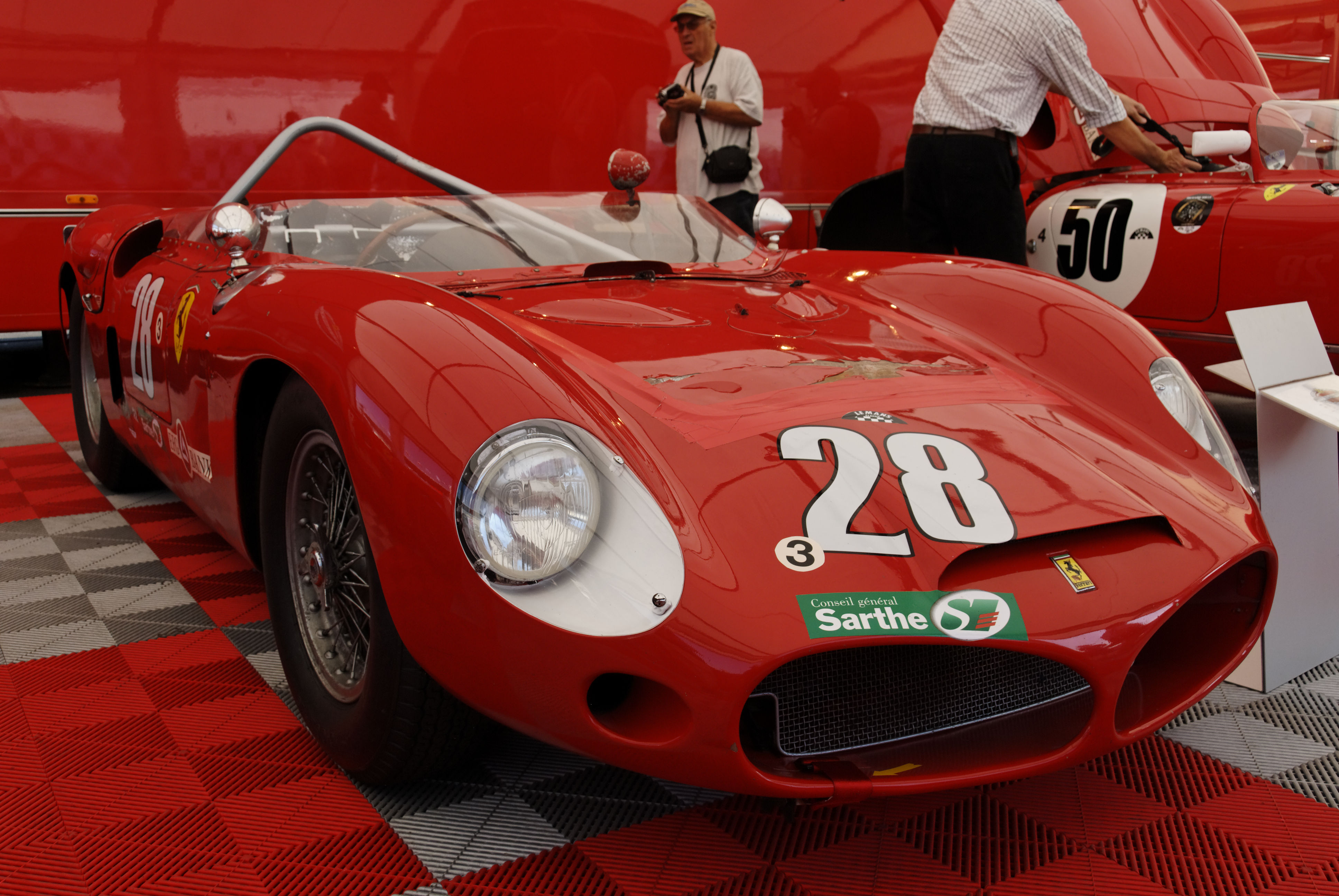
s/n 0790 bei der Le Mans Classic 2010, hier mit der „alten“ Fronthaube mit zwei Lufteinlässen
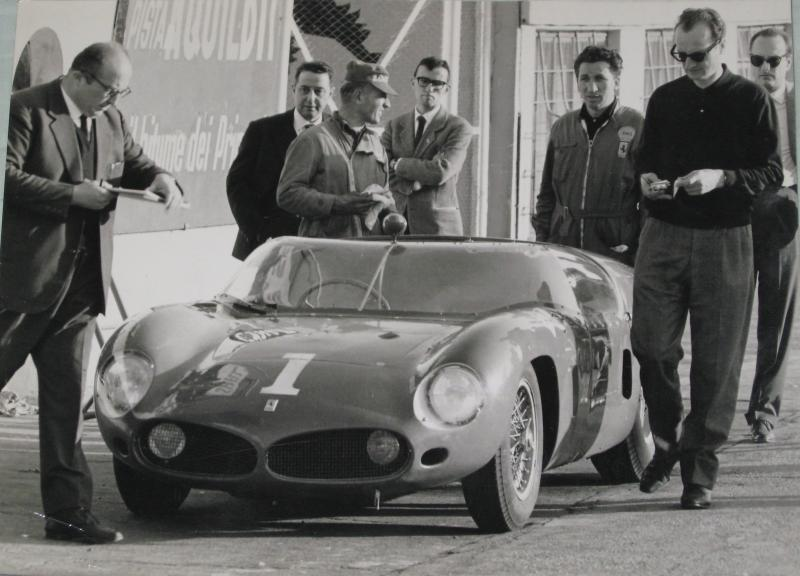
Zum Vergleich: Das Chassis s/n 0790, hier noch im 246 SP (ca. März 1961)
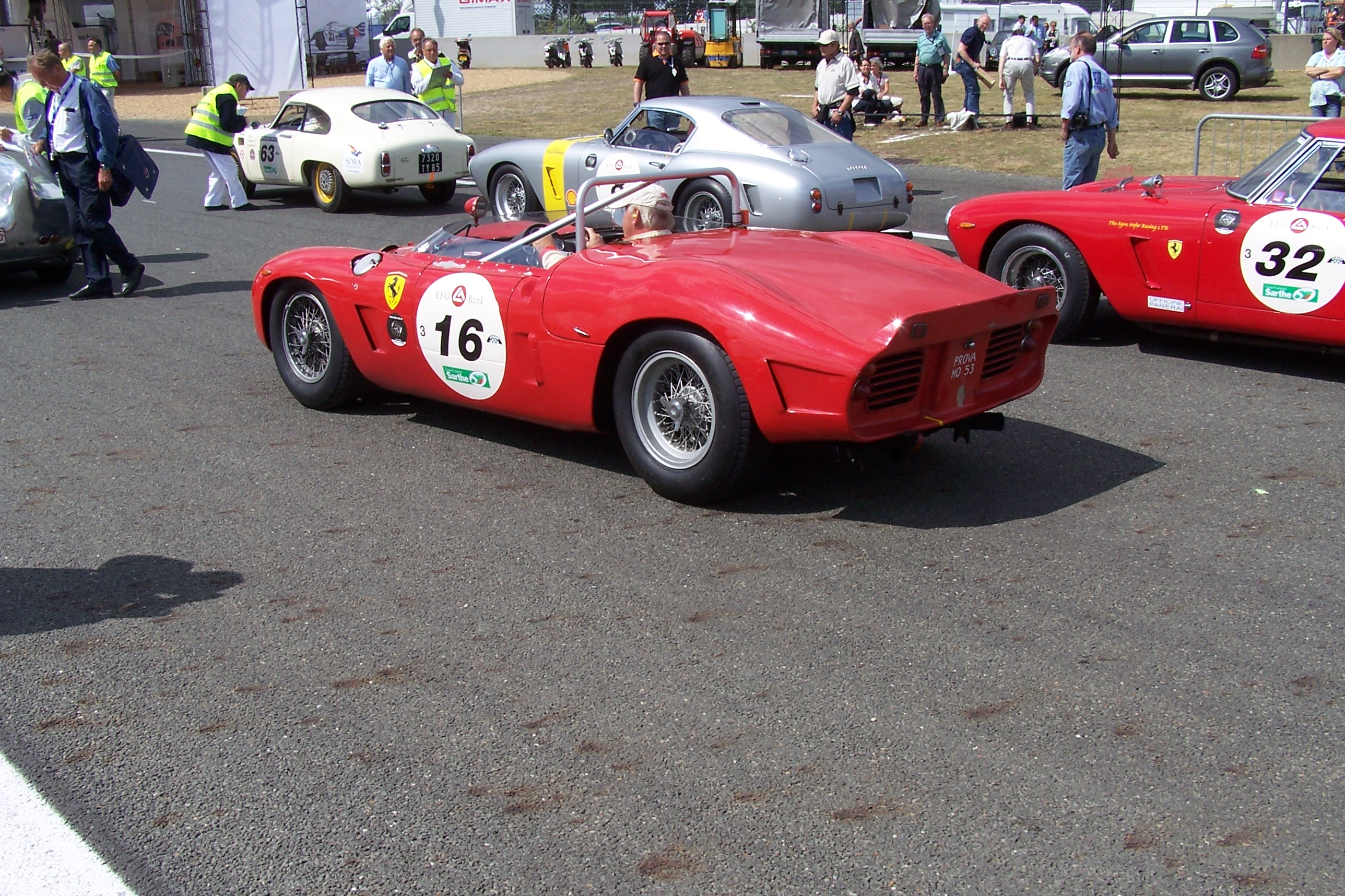
Le Mans Classic 2008

## Technik

### Motor und Getriebe
Der Zweiliter-V6-Motor war längs hinter dem Fahrer vor der Hinterachse des Wagens montiert. Die Zylinderbänke hatten einen Winkel von 60° und waren mit je einer obenliegenden Nockenwelle und zwei Ventilen pro Zylinder ausgestattet. Mit 77 mm Bohrung und 71 mm Hub ergab sich ein Hubraum von 1984 cm³. Diese Maße entsprachen denen des Dino-196-S-Motors, auf dem dieser SP-Motor basierte. Eine der wenigen Änderungen war der von 65° auf 60° verringerte Winkel zwischen den Zylinderbänken. Der Motor hatte drei Weber-42DCN-Vergaser und ein Verdichtungsverhältnis von 9,8 : 1. Die Kraft wurde über eine Mehrscheibenkupplung und ein Getriebe mit fünf Gängen und Rückwärtsgang an die Hinterachse übertragen.

### Chassis
Der Rahmen bestand aus Stahlrohr. Alle Räder waren einzeln an zwei verschieden langen Querlenkern mit Schraubenfedern auf Teleskopdämpfern aufgehängt. An der Vorderachse gab es einen Querstabilisator. Der Wagen hatte eine Zahnstangenlenkung und Scheibenbremsen an allen Rädern.
Das Trockengewicht lag bei 600 kg.

### Aufbauten
Alle 1962 eingeführten Modelle der SP-Serie, einschließlich des ersten 196 SP, wurden ursprünglich mit einer Fantuzzi-Karosserie im Stil der späteren 246-SP-Karosserien mit „langer Nase“ ausgestattet. Sie hatte die beiden markanten vorderen Lufteinlässe, die erstmals 1961 zu sehen waren, und die niedrige Windschutzscheibe, die etwas längeren vordere und hinteren Überhänge, die die späteren Karosserien von 1962 von den ursprünglichen 246-SP-Karosserien von 1961 unterschied. Später im Jahr 1963 wurden Autos der SP-Serie, die von Scuderia Ferrari gefahren wurden, auf einen einzigen vorderen Lufteinlass umgerüstet.  Einige 196 SPs wurden seitdem wieder auf die ursprüngliche Karosserie mit zwei Einlässen umgerüstet.

### Leistung
Der Motor leistete 210 PS (154 kW; 207 hp) bei 7500/min. Der Wagen erreichte eine Höchstgeschwindigkeit von 240 km/h. Die spezifische Leistung betrug 106 PS/l und das Leistungsgewicht lag bei 0,35 PS·kg−1.

### Technische Informationen / Übersicht
| Kenngrößen                | Ferrari Dino 196 SP                                                                                             |
| ------------------------- | --- |
| Motor                     | 60°-V6-Ottomotor Tipo 196 (Mittelmotor) längs eingebaut, Zylinderköpfe und Motorblock aus Aluminium (1961/63)   |
| Hubraum                   | 1984 cm³ |
| Bohrung × Hub             | 77 × 71 mm |
| Verdichtungsverhältnis    | 9,8 : 1 |
| Leistung bei 1/min        | 210 PS (154,4 kW) bei 7500/min                                                                                  |
| Spezifische Leistung      | 106 PS/l (77,9 kW·dm−3)                                                                                         |
| Ventilsteuerung           | Eine obenliegende Nockenwellen pro Zylinderreihe, zwei Ventile pro Zylinder                                     |
| Gemischaufbereitung       | drei Weber-42-DCN-Vergaser                                                                                      |
| Zündung                   | Eine Zündkerze pro Zylinder, zwei Zündspulen                                                                    |
| Kühlung                   | Wasser |
| Getriebe                  | 5-Gang-Getriebe mit Rückwärtsgang (Hinterradantrieb)                                                            |
| Bremsen                   | Scheiben an allen Rädern                                                                                        |
| Radaufhängung vorn        | Einzelradaufhängung an zwei verschieden langen Querlenkern, Schraubenfedern, Teleskopdämpfern, Querstabilisator |
| Radaufhängung hinten      | Einzelradaufhängung an zwei verschieden langen Querlenkern, Schraubenfedern und Teleskopdämpfern                |
| Karosserie und Rahmen     | Aluminiumkarosserie, Stahlrohrrahmen                                                                            |
| Radstand                  | 2320 mm |
| Spurweite vorn / hinten   | 1200 mm / 1200 mm                                                                                               |
| Reifengröße Vorne         | 5.25 × 15 |
| Reifengröße Hinten        | 6.50 × 15 |
| Maße L × B × H (mm)       | 4060 mm × 1480 mm × 970 mm                                                                                      |
| Leergewicht (ohne Fahrer) | 600 kg |
| Tankinhalt                | k. A. |
| Höchstgeschwindigkeit     | 240 km/h |
| Leistungsgewicht          | 0,35 PS·kg−1 (--- W·kg−1)                                                                                       |